# كونغرس مينيسوتا
كونغرس مينيسوتا (بالإنجليزية: Minnesota Legislature)‏ هي الهيئة التشريعية لمينيسوتا، تتكون من المجلس الأعلى مجلس شيوخ مينيسوتا
الذي يضم 67 مقعداً، والمجلس الأدنى مجلس نواب مينيسوتا الذي يضم 134 مقعداً.